# Erick Hawkins
Erick Hawkins (Nació en Trinidad, Colorado, 23 de abril de 1909 – 1994) fue un bailarín y coreógrafo estadounidense.
Bailarín y coreógrafo americano que estudió en Harvard, con el expresionista alemán Harald Kreutzberg y con George Balanchine en el American Ballet Theatre.
En 1936 coreografió para el Ballet Karavan y debutó con la compañía de Martha Graham de la que se convertiría en su primer bailarín y donde creó American Document (1938), Every Soul Is a Circus (1939), Letter to the World (1940), El Penitente (1940), Deaths and Entrances (1943), Appalachian Spring (1944), Cave of the Heart (1946), Dark Meadow (1946), y Night Journey (1947).
En 1951 inició su propia compañía y colaborando con artistas como Isamu Noguchi, Helen Frankenthaler, Louise Bourgeois, Stanley Boxer, Ralph Lee, Robert Motherwell, y Ralph Dorazio. Encargó obras a compositores como Virgil Thomson, Alan Hovhaness, Lou Harrison, David Diamond, Wallingford Riegger, Ross Lee Finney, Dorrance Stalvey, Michio Mamiya, y Ge Gan-ru. 
En 1994 recibió la Medalla Presidencial en la Casa Blanca de manos del presidente Bill Clinton. 